# لارس كارلسون
لارس كارلسون (بالسويدية: Lars Karlsson)‏ هو لاعب هوكي الجليد سويدي، ولد في 28 يونيو 1960 في كيرونا في السويد.

## وصلات خارجية
- لارس كارلسون على موقع EliteProspects.com (الإنجليزية)
- لارس كارلسون على موقع Eurohockey.com (الإنجليزية)
- لارس كارلسون على موقع HockeyDB.com (الإنجليزية)
- لارس كارلسون على موقع أوليمبيديا (الإنجليزية)
- لارس كارلسون على موقع اللجنة الأولمبية السويدية (السويدية)